# Афонино (Воронежская область)
Афо́нино — хутор в Нижнедевицком районе Воронежской области.
Входит в состав Андреевского сельского поселения.

## Население
| 2010 |
| ---- |
| 25   |

## Улицы
- ул. Железнодорожная,
- ул. Молодого Коммунара.